# Orya voeltzkowi
Orya voeltzkowi är en mångfotingart som beskrevs av Henri Saussure och Leo Zehntner 1902. Orya voeltzkowi ingår i släktet Orya och familjen kamjordkrypare. Inga underarter finns listade i Catalogue of Life.